# Gurgy
Gurgy est une commune française située dans le département de l'Yonne en Bourgogne, région Bourgogne-Franche-Comté. Elle fait partie de l'agglomération d'Auxerre et est une commune membre de la Communauté de l’Auxerrois.

## Géographie

### Situation
Située à 10 km au nord d'Auxerre vers le centre du département de l'Yonne, la commune de Gurgy s'étend en rive droite de la rivière Yonne.
Vers le nord-ouest, Joigny est à 21 km, Sens à 55 km et Paris à 168 km. Troyes est à 73 km au nord-est.

### Description
Le nord de la commune est occupé par de nombreuses pièces d'eau qui couvrent quelque 185 ha, créées par l'extraction de sable.
Immédiatement au nord de ces pièces d'eau, 96,20 ha de la commune sont occupés par une partie de l'ancien camp militaire de Chemilly (qui couvre un total de 202 ha). La commune de Gurgy s'est montrée intéressée pour le rachat du terrain, mais la dépollution du site (dont le sous-sol est potentiellement dangereux avec des engins explosifs peut-être encore enterrés) est à la charge de l'acheteur et a été estimée à plus de 8 M d'euros,.

### Hydrographie

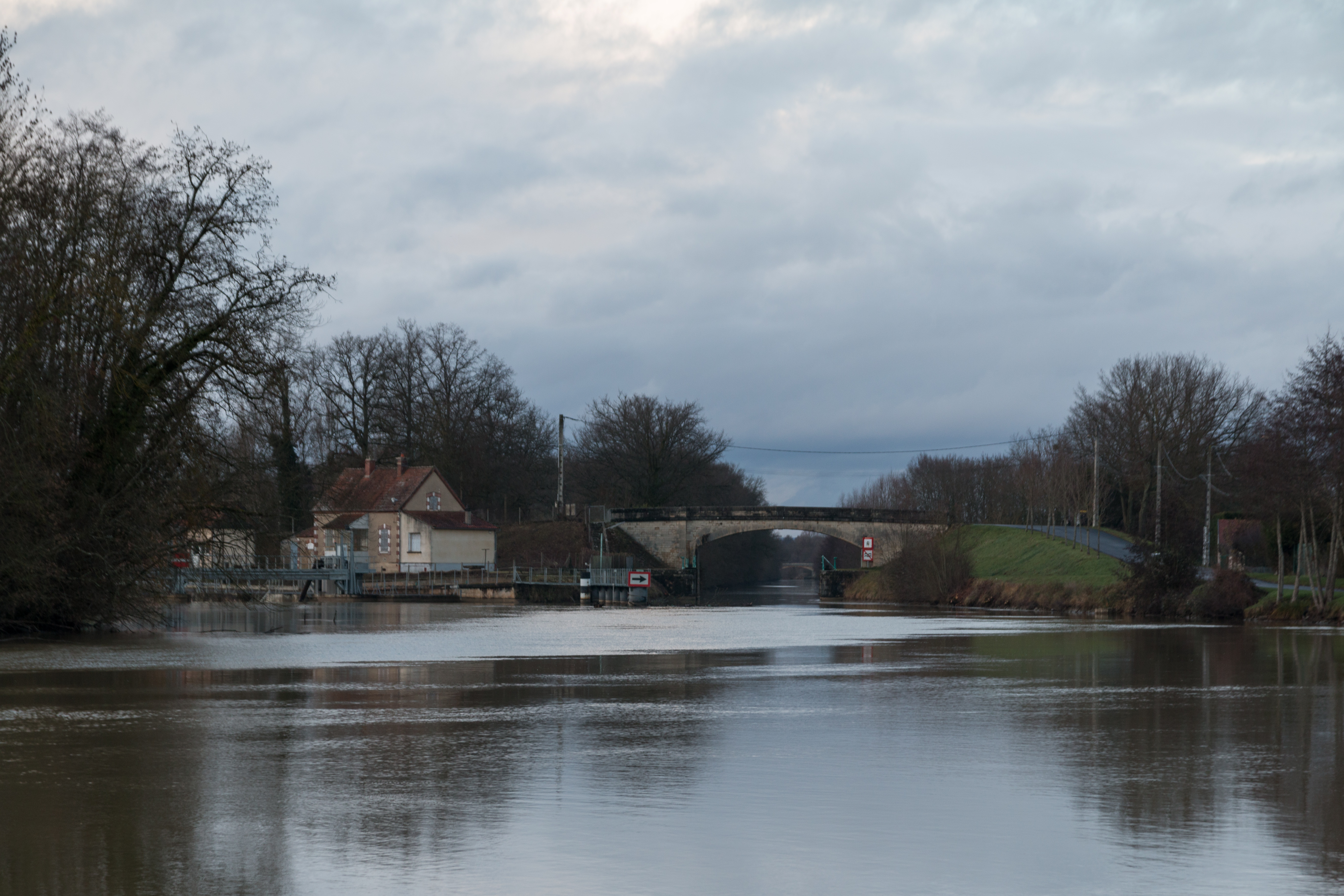
L'Yonne (coulant vers la gauche) et la dérivation de Gurgy (en face).

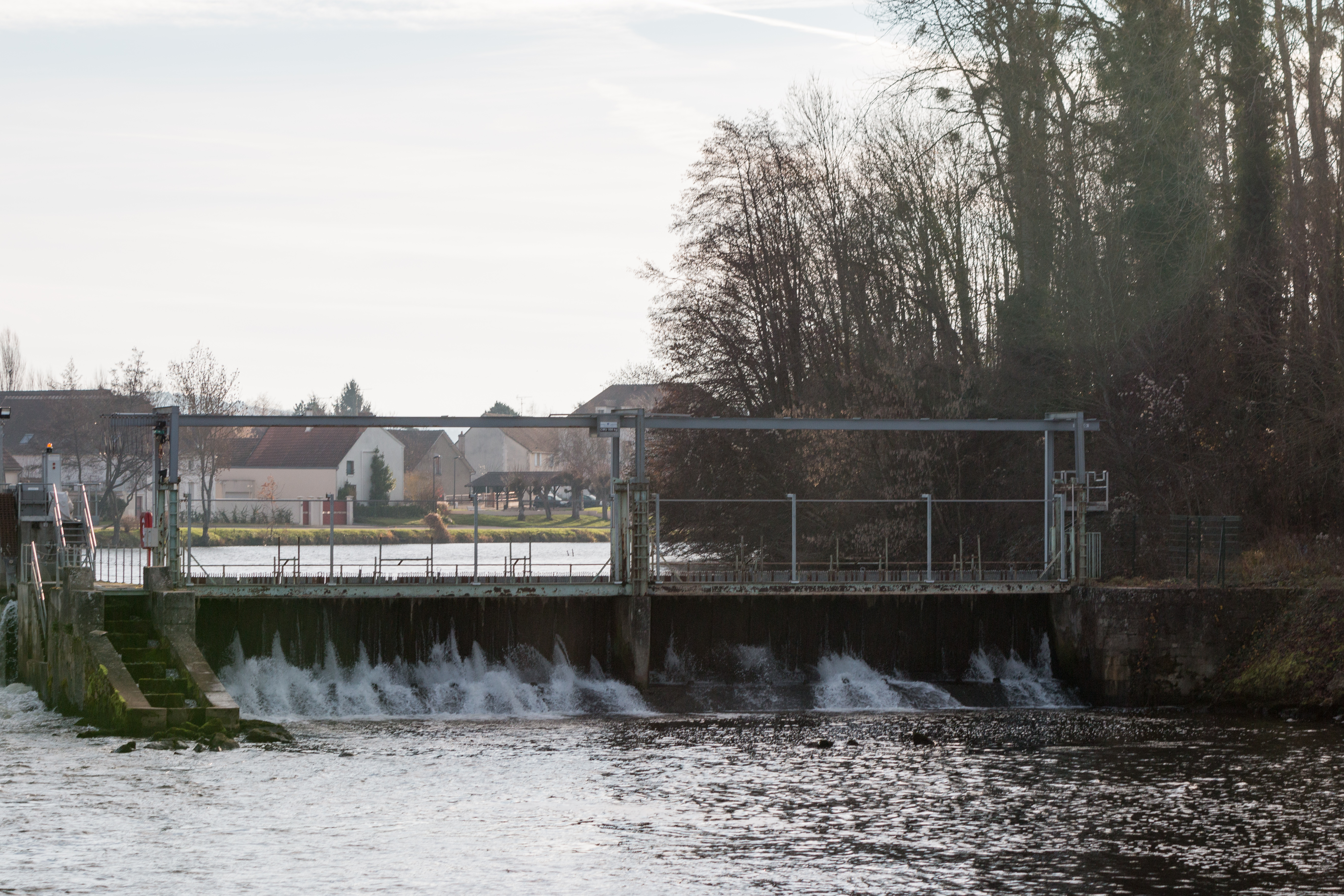
Seuil d'écluse sur la dérivation de Gurgy

Méandreuse dans cette section de son parcours, la rivière Yonne borde l'ouest de la commune sur 12,2 km de longueur, avec 10 km partagés avec Appoigny et 2,2 km avec Chichery.
La dérivation de Gurgy, canal de 5 km de long, permet aux bateaux d'éviter 9,2 km de méandres ; elle commence en périphérie nord de Gurgy et coule en ligne droite sur 4,9 km avant de rejoindre l'Yonne immédiatement après sa sortie du territoire de Gurgy, sur le territoire de Chemilly.

« Barrage de Gurgy » sur l'Yonne. Passe à poissons sur la gauche.

Le ru de Sinotte traverse le bourg, en provenance de Venoy, et conflue avec l'Yonne dans Gurgy même. Une dérivation de ce ru contourne le bourg par le nord et se jette dans le canal. Le ru du Cul de la Bonde, en provenance de Seignelay, devient le Grand Ru à son passage au château Barreau sur Chemilly et se jette dans l'Yonne.

### Voies de communication et transports

#### Routes
L'autoroute A6 traverse le sud de la commune, avec l'entrée-sortie no 19 (« Auxerre-nord ») à 6 km au sud-ouest (partagée entre Monéteau et Appoigny).
La D 606 (Melun, Sens et Joigny au nord, Avallon au sud-est) passe sur Appoigny à 375 m à l'ouest de la limite de commune de Gurgy.

#### Rail
Gurgy se trouve sur le chemin de la ligne ferroviaire de Laroche-Migennes à Cosne et a sa propre gare : la gare de Monéteau - Gurgy. Jusque vers les années 2000 les petites gares avoisinantes (vers le nord, la gare de Chemilly - Appoigny à 5 km, la gare de Bonnard à 9,5 km, la gare de Cheny à 13,5 km) fonctionnaient encore mais ont été fermées depuis. Au-delà se trouvent la gare de Laroche-Migennes à 15 km au nord, et la gare d'Auxerre-Saint-Gervais à 9,1 km au sud. La gare de Laroche-Migennes est sur la ligne de Paris-Lyon à Marseille-Saint-Charles.

#### Voies aériennes
Les aéroports les plus proches sont :
- Aéroport d'Auxerre - Branches à 8,1 km au sud-ouest
- Aéroport de Troyes - Barberey à 77 km au nord-est
- Aéroport de Paris-Orly à 159 km

### Climat
Pour des articles plus généraux, voir Climat de la Bourgogne-Franche-Comté et Climat de l'Yonne.
En 2010, le climat de la commune est de type climat océanique dégradé des plaines du Centre et du Nord, selon une étude du Centre national de la recherche scientifique s'appuyant sur une série de données couvrant la période 1971-2000. En 2020, Météo-France publie une typologie des climats de la France métropolitaine dans laquelle la commune est exposée à un climat océanique altéré et est dans la région climatique  Lorraine, plateau de Langres, Morvan, caractérisée par un hiver rude (1,5 °C), des vents modérés et des brouillards fréquents en automne et hiver. 
Pour la période 1971-2000, la température annuelle moyenne est de 10,8 °C, avec une amplitude thermique annuelle de 15,8 °C. Le cumul annuel moyen de précipitations est de 713 mm, avec 11,1 jours de précipitations en janvier et 7,7 jours en juillet. Pour la période 1991-2020, la température moyenne annuelle observée sur la station météorologique de Météo-France la plus proche, « Ligny-le-Châtel », sur la commune de Ligny-le-Châtel à 15 km à vol d'oiseau, est de 11,5 °C et le cumul annuel moyen de précipitations est de 772,9 mm. 
La température maximale relevée sur cette station est de 40,7 °C, atteinte le 7 août 2003 ; la température minimale est de −22 °C, atteinte le 16 janvier 1985,,. 
Les paramètres climatiques de la commune ont été estimés pour le milieu du siècle (2041-2070) selon différents scénarios d'émission de gaz à effet de serre à partir des nouvelles projections climatiques de référence DRIAS-2020. Ils sont consultables sur un site dédié publié par Météo-France en novembre 2022.

## Urbanisme

### Typologie
Au 1er janvier 2024, Gurgy est catégorisée bourg rural, selon la nouvelle grille communale de densité à sept niveaux définie par l'Insee en 2022.
Elle est située hors unité urbaine. Par ailleurs la commune fait partie de l'aire d'attraction d'Auxerre, dont elle est une commune de la couronne,. Cette aire, qui regroupe 104 communes, est catégorisée dans les aires de 50 000 à moins de 200 000 habitants,.

### Occupation des sols
L'occupation des sols de la commune, telle qu'elle ressort de la base de données européenne d’occupation biophysique des sols Corine Land Cover (CLC), est marquée par l'importance des territoires agricoles (55,3 % en 2018), en diminution par rapport à 1990 (61 %). La répartition détaillée en 2018 est la suivante : 
terres arables (42,2 %), forêts (14,1 %), eaux continentales (14,1 %), zones agricoles hétérogènes (9,7 %), zones urbanisées (8 %), zones industrielles ou commerciales et réseaux de communication (5,6 %), prairies (3,5 %), mines, décharges et chantiers (3 %). L'évolution de l’occupation des sols de la commune et de ses infrastructures peut être observée sur les différentes représentations cartographiques du territoire : la carte de Cassini (XVIIIe siècle), la carte d'état-major (1820-1866) et les cartes ou photos aériennes de l'IGN pour la période actuelle (1950 à aujourd'hui).

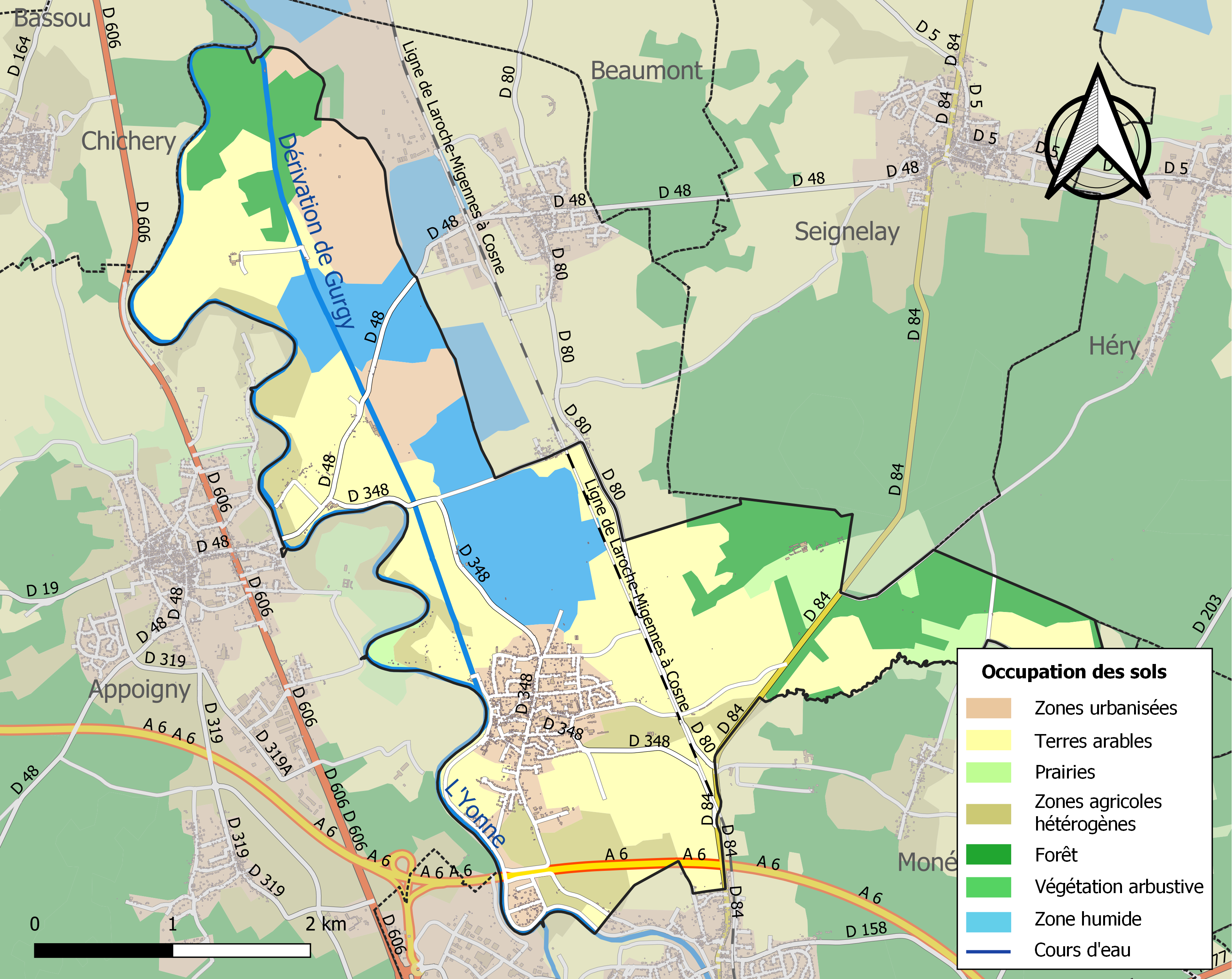
Carte des infrastructures et de l'occupation des sols de la commune en 2018 (CLC).

## Histoire

### Néolithique

#### Les Noisats
Le lieu-dit « Les Noisats » sur Gurgy a révélé une des plus importantes nécropoles du Néolithique français utilisée entre 5 000 ans av. J.-C. et 4 200 ans av. J.-C. (Néolithique moyen).
Des analyses ADN approfondies y ont révélé la sépulture d'une famille étendue sur sept générations.

#### Le Nouzeau
Un autre gisement avec sépultures néolithiques, au lieu-dit « le Nouzeau », comprend également une enceinte avec restes osseux humains. Cette enceinte, double, est accolée à un double méandre de l'Yonne et a probablement été quelque peu rabotée, ou diminuée par la mobilité du cours d'eau après le Néolithique. Elle a été fouillée de façon exhaustive en 2004 dans le cadre de fouilles préventives, qui ont révélé 23 restes osseux humains dans l'enceinte no 2, situés principalement à proximité immédiate de deux sépultures. Ces vestiges sont attribués à la culture de Cerny. Mais l'industrie lithique de l’enceinte no 1 fait de cette dernière une entité distincte et dissociée de l’enceinte no 2.

#### La Ferme de Néron
Des repérages photographiques aériens ont identifié une autre enceinte néolithique, elle aussi double, entourant des sépultures à « la Ferme de Néron », proche du Nouzeau,.

### Civilisation de Hallstatt
Aménagée à partir du XIe siècle av. J.-C. (époque de la civilisation de Hallstatt), une nécropole a été découverte en 1979 au lieu-dit la Picardie lors d'extraction dans une gravière. Elle a été en usage du VIe siècle av. J.-C. jusqu'à l'ère chrétienne, avec neuf tombes à incinération datant du début de cette période - un mode d'inhumation venant d'Italie du nord et généralement réservé à l'aristocratie. Des fouilles de sauvetage de quelques mois ont révélé des cistes (vases de bronze ou de tôle) à cordons importés d'Italie, et des fibules incrustées d'or ou d'argent dont certaines, de très petite taille et munies de faux ressorts, sont exceptionnelles. Les bijoux sont quasiment réservés aux tombes féminines. La similitude notable entre ces bijoux et ceux de la Dame de Vix suggère une identité de rang social, de fonction ou de situation familiale. La tombe la plus ancienne et équipée de son mobilier est également celle d'une femme. Des bijoux et une épée en fer, datant du IIe siècle, ont également été trouvés.

## Politique et administration

### Liste des maires
| Période | Période  | Identité                            | Étiquette    | Qualité                                                                                    |
| ------- | -------- | ----------------------------------- | ------------ | ------------------------------------------------------------------------------------------ |
| 1800    | 1802     | Joseph Anne Georges (de) L'Enfernat |              |                                                                                            |
|         |          |                                     |              |                                                                                            |
| 1983    | 1989     | Jean Granziol                       |              |                                                                                            |
| 1989    | 2008     | Jean-Michel Delagneau               | Les Verts    | Conseiller général du canton de Seignelay (1998-2011)                                      |
| 2008    | 2020     | Aurélie Berger                      | LR puis Agir | Suppléante du Sénateur Henri de Raincourt Conseillère régionale de Bourgogne-Franche-Comté |
| 2020    | En cours | Jean-Luc Liverneaux                 | UDI          |                                                                                            |

## Démographie
L'évolution du nombre d'habitants est connue à travers les recensements de la population effectués dans la commune depuis 1793. Pour les communes de moins de 10 000 habitants, une enquête de recensement portant sur toute la population est réalisée tous les cinq ans, les populations de référence des années intermédiaires étant quant à elles estimées par interpolation ou extrapolation. Pour la commune, le premier recensement exhaustif entrant dans le cadre du nouveau dispositif a été réalisé en 2008.

En 2022, la commune comptait 1 724 habitants, en évolution de −0,23 % par rapport à 2016 (Yonne : −1,95 %, France hors Mayotte : +2,11 %).
| 1793 | 1800 | 1806 | 1821 | 1831 | 1836 | 1841 | 1846  | 1851  |
| ---- | ---- | ---- | ---- | ---- | ---- | ---- | ----- | ----- |
| 507  | 808  | 822  | 790  | 925  | 961  | 970  | 1 007 | 1 070 |

| 1856  | 1861  | 1866  | 1872 | 1876 | 1881 | 1886 | 1891 | 1896 |
| ----- | ----- | ----- | ---- | ---- | ---- | ---- | ---- | ---- |
| 1 072 | 1 073 | 1 041 | 597  | 594  | 560  | 584  | 562  | 508  |

| 1901 | 1906 | 1911 | 1921 | 1926 | 1931 | 1936 | 1946 | 1954 |
| ---- | ---- | ---- | ---- | ---- | ---- | ---- | ---- | ---- |
| 480  | 487  | 456  | 758  | 446  | 440  | 472  | 488  | 494  |

| 1962 | 1968 | 1975 | 1982  | 1990  | 1999  | 2006  | 2008  | 2013  |
| ---- | ---- | ---- | ----- | ----- | ----- | ----- | ----- | ----- |
| 543  | 556  | 783  | 1 198 | 1 453 | 1 648 | 1 649 | 1 651 | 1 746 |

| 2018  | 2022  | - | - | - | - | - | - | - |
| ----- | ----- | - | - | - | - | - | - | - |
| 1 705 | 1 724 | - | - | - | - | - | - | - |

## Lieux et monuments
- Site archéologique des « Grands Champs », Groupe de Villeneuve-Saint-Germain, Néolithique ancien.
- Sites archéologiques, nécropoles : " La Picardie ", études et commentaires de Jean-Paul Delor & Claude Rolley[29] ; les Noisats ; le Nouzeau ; la Ferme de Néron.
- Échelle aux saumons vers le barrage

## Personnalités liées à la commune
- Alfred Jolibois, pépiniériste local, a obtenu par semis, avant 1940, un cultivar de pomme qui porte son nom[30].